# Chushina Ridge
Chushina Ridge är en ås i Kanada.   Den ligger i provinsen Alberta, i den centrala delen av landet, 3 200 km väster om huvudstaden Ottawa.
Trakten runt Chushina Ridge är permanent täckt av is och snö. Trakten runt Chushina Ridge är nära nog obefolkad, med mindre än två invånare per kvadratkilometer.